# Calliandra erythrocephala
Calliandra erythrocephala là một loài thực vật có hoa trong họ Đậu. Loài này được H.M.Hern. & M.Sousa miêu tả khoa học đầu tiên.